# Marie-Dominique Berlamont
Marie-Dominique Berlamont (Izegem, 14 maart 1799 - Brugge, 31 augustus 1871) was een Belgisch kloosterzuster, abdis van het klooster van arme klaren (clarissen-coletinen) in Brugge en stichtster van talrijke kloostergemeenschappen.

## Levensloop
Julie Berlamont was een dochter van Louis-Joseph Berlamont en van Marie-Jacqueline Vincke. Ze was de oudste van tien kinderen. In volle beloken tijd werd ze clandestien gedoopt, met de voornamen Julia-Gudula-Blanca.
Als jong meisje plaatsten haar ouders haar in een kostschool in Rumbeke. Op haar zeventiende kwam ze weer permanent bij haar ouders wonen. Ze hielp niet alleen bij de opvoeding van haar jongere broers en zussen, maar werd ingeschakeld als bewaakster over een paar honderd arbeiders in het textielbedrijf van haar vader. Ze zette zich in om aan het ruwe volkje beschaving bij te brengen.
Na lange tegenstand vanwege haar ouders, mocht Julie op 13 januari 1825 intreden bij de arme klaren in Brugge en nam ze de kloosternaam Marie-Dominique aan. Ze werd belast met de leiding van de meisjesschool van de arme klaren. Ze leidde ook de Congregatie van Maria voor jonge meisjes, de eerste die in België werd opgericht door de jezuïet Jan-Baptist Boone (1794-1874). In 1829 werd ze verantwoordelijk voor de opleiding van novicen in de abdij.
In februari 1830 overleed de abdis en de kloostergemeenschap koos Marie-Dominique om haar op te volgen. Ze had echter nog de vereiste leeftijd niet en werd derhalve tot ze die tien maanden later bereikte, vervangen door de Roeselaarse benedictes De Smet. Eind 1830 werd Marie-Dominique plechtig geïnstalleerd.
Ze slaagde er in de percelen waarop de voormalige abdij van de arme klaren had gestaan, aan te kopen en er een nieuwe abdij op te richten. Het nieuwe 'Klooster van Sinaï' werd in 1841 in gebruik genomen. Naast de actieve leiding van haar eigen kloostergemeenschap, onderhield ze contacten met de buitenwereld. Zo was ze een actieve inspirator die leidde in 1833 tot het herstel van de orde van minderbroeders in België.
Binnen haar klooster bezorgden de grote vroomheid die ze betoonde en de vele verstervingen die ze zich oplegde, aan de abdis een grote eerbied en zelfs verering. Er circuleerden verhalen over extasen, over aanvallen door de duivel, terwijl in het memoriaalboek van het klooster werd genoteerd dat gedurende vier volle uren Onze-Lieve-Vrouw aan haar verscheen, een verschijning die zich in 1833 herhaalde, toen ze zwaar ziek was.
Ze ging zodanig ver in het zich opleggen van verstervingen en penitenties, dat bisschop François-René Boussen, door haar medezusters hierover ingelicht, haar beval hierin niet door te gaan zonder zijn uitdrukkelijke toestemming. Ze was vaak ernstig ziek maar genas telkens op eerder onverklaarbare wijze. Haar arts, dokter Jacques De Mersseman, nochtans actief bij de Brugse liberalen, verspreidde in de stad het nieuws dat er bij de arme klaren 'mirakels' gebeurden.
De reputatie van het klooster en van de abdis zorgden ervoor dat heel wat nieuwe postulanten zich aanmeldden, onder wie twee van de zussen van Marie-Dominique. Het is dit succes dat er de abdis toe aanzette te gaan denken aan het stichten van kloosters van haar orde in andere steden.
Tot op het uur van haar dood leidde de abdis haar abdij en haar stichtingen met vaste hand. Na haar dood werd ze het voorwerp van verering vanwege haar medezusters alsook van bewonderaars buiten het klooster, zodat ze weldra als een heilige werd beschouwd en wonderbare genezingen aan haar tussenkomst werden toegeschreven. Een procedure tot zaligverklaring werd ingezet, die uiteindelijk niet tot resultaat leidde.

## Stichtingen
Abdis Berlamont, zodra verkozen, begon zich in te zetten om nieuwe kloosters van haar orde te stichten. Ze werd hierin door bisschop François-René Boussen en door de jezuïet Jan-Baptist Boone bijgestaan en aangemoedigd. Ze kreeg vervolgens de steun van aartsbisschop Engelbertus Sterckx en van de bisschoppen van Gent en Doornik, die haar in haar klooster kwamen opzoeken. Bij elke nieuwe stichting, waren het zusters uit het Brugse klooster, die als eersten elk nieuwe klooster bevolkten en voor verdere toetredingen zorgden. De Brugse abdis zorgde voornamelijk voor de geestelijke leiding en voor het inzamelen van de financiële middelen die een stichting mogelijk maakten. In de loop van de volgende jaren kon Marie-Dominique Berlamont de volgende kloosters stichten: 
- Klooster Sint-Anna in Antwerpen (1834)
- Klooster Stal van Betlehem in Lier (1836)
- Klooster Onbevlekte Ontvangenis in Doornik (1837)
- Klooster Sint-Jozef in Leuven (1838)
- Klooster Kind Jezus in Ieper (1840)
- Heroprichting Klooster Onbevlekte Ontvangenis in Nijvel (1841)
- Klooster Sint-Franciscus van Assisi in Kortrijk (1843)
- Klooster Sint-Clara in Brussel (1843)
- Klooster Portiuncula in North Baddesley (1850)
- Klooster Heilig Hart van Jezus in Beaumont (1854)
- Klooster Heilig Hart van Jezus in Londen (1857)
- Klooster Heilige Coleta in Oostende (1862)
- Klooster Onbevlekt Hart van Maria in Birmingham (1863)
- Klooster Sint-Jozef in York (1863)
- Klooster Heilige Drievuldigheid in Rijsel (1866).

De Brugse abdis begeleidde de nieuwe stichtingen telkens met talrijke raadgevingen die ze schriftelijk liet geworden. Veel van die brieven werden na haar dood gepubliceerd. Bij haar overlijden telden de door haar gestichte kloosters meer dan 300 religieuzen.